# Revolución militar
La Revolución Militar es un concepto historiográfico que designa el cambio radical en la organización, estrategia y armamento de los ejércitos europeos durante la Edad Moderna y sus consecuencias a nivel político, social y económico. El término fue introducido por el historiador Michael Roberts en la década de 1950. Roberts vinculó los cambios en los métodos europeos de guerra promovidos por la incorporación de nueva tecnología militar con procesos históricos más vastos. De este modo, argumentó que las innovaciones en las tácticas, instrucción y doctrinas por parte de holandeses y suecos entre 1560 y 1660, que maximizaron el uso de armas de fuego, condujeron a una mayor profesionalización del ejército.
Estos cambios tuvieron importantes consecuencias políticas en el nivel de la administración estatal. La necesidad de un mayor suministro de dinero, hombres y provisiones produjo nuevas demandas de índole fiscal y financiera e impulsó la creación de nuevas instituciones estatales.  "Así, según Roberts, el moderno arte de la guerra tornó posible — y necesaria — la creación del Estado moderno."
En la década de 1990 el concepto fue retomado y modificado por Geoffrey Parker, quien puso el eje de la cuestión en el desarrollo de las fortificaciones y la técnica de los asedios
El concepto de una revolución militar en los siglos XVII y XVIII ha sido recibido de manera dispar por los historiadores y ha impulsado un debate que duró varias décadas. Notables historiadores militares como Christopher Duffy y Jeremy Black lo han calificado críticamente como engañoso, exagerado y simplista.[cita requerida]. Pero a pesar de los desafíos a la interpretación de Roberts, todos los participantes en el debate coinciden con su proposición básica: los métodos bélicos europeos cambiaron profundamente en algún punto de la Modernidad Temprana

## Origen del concepto
Roberts propuso por primera vez el concepto de una revolución militar en 1955, en una conferencia en la Queen's University of Belfast que luego publicó en forma de artículo: “The Military Revolution, 1560 – 1660”.

## Cronología
Roberts ubicó su revolución militar en el siglo que va desde 1560 hasta 1660. En este período nuevas tácticas fueron desarrolladas para tomar ventaja de las crecientemente efectivas armas de fuego.
Sin embargo, la periodización de Roberts ha sido discutida por varios autores. Algunos de ellos plantean un origen anterior. Por una parte, Ayton y Price subrayan la importancia de una “Revolución en la infantería” que según ellos tuvo lugar a comienzos del siglo XIV. Por otra parte, David Eltis ha señalado que la adopción efectiva de armas de fuego y la elaboración de una doctrina militar acorde a ese cambio ocurrió a comienzos del siglo XVI y no, como sostenía Roberts, a partir de la segunda mitad de ese mismo siglo. Por el contrario, otros autores propusieron una cronología más tardía para los cambios militares. Jeremy Black afirma que el período clave es el medio siglo transcurrido entre 1660 y 1710, momento en el que el tamaño de los ejércitos europeos creció exponencialmente.
Un tercer grupo de autores ha incorporado una perspectiva de “larga duración”. Clifford J. Rogers ha propuesto una teoría integradora que plantea una sucesión de distintas revoluciones militares que se extienden por varios siglos: primero una “Revolution en la infantería” en el siglo XIV, seguida de una “Revolution en la artillería”  en el siglo XV; luego una “Revolution en las fortificaciones” en el XVI; en cuarto lugar una “Revolution en las armas de fuego” entre 1580 y 1630, y por último, una quinta revolución, el incremento en tamaño de los ejércitos europeos entre 1650 y 1715.
De manera similar, Geoffrey Parker ha extendido el período de la revolución militar desde 1450 hasta 1800, es decir, hasta hacerlo coincidir prácticamente con toda la llamada Edad Moderna y con el comienzo de la Revolución Industrial. Durante estos siglos, la revolución militar permitió a los europeos conseguir la supremacía sobre el resto del mundo.
Ante las críticas de algunos eruditos sobre la prolongada duración de la revolución militar, Clifford Rogers ha sugerido la comparación con la teoría biológica del "equilibrio puntuado", en cuanto ráfagas cortas de innovación militar fueron seguidas por períodos largos de estancamiento relativo.

## Tácticas

### Formación de línea
De la mano de Guillermo Luis de Nassau en una carta a su primo Mauricio escrita en 1594 se detalla el uso de lo que posteriormente se denominará ‘’contramarcha europea’’. Esta táctica permitiría una línea de fuego continua e ininterrumpida usando seis filas alternantes de mosqueteros, tal y como hacían los honderos de las legiones. El número de filas necesarias tuvo que aumentarse a diez al principio, pero conforme se mejoró la cadencia de fuego de las armas, el número de líneas se fue reduciendo. Sin embargo no serán están innovaciones armamentísticas y tácticas las que dotaran a la revolución militar su principal característica. Esta la encontraremos en el aumento progresivo y descomunal del número de los efectivos. Podemos ver que en 1492 los Reyes Católicos contaban con 20.000 hombres para tomar Granada. Su nieto, Carlos V, dispondría de 100.000 para luchar contra los turcos y a principios del siglo XVII cada estado disponía de unos 150.000 efectivos mientras que a finales de ese mismo siglo los ejércitos ya  dibujarían cifras próxima al medio millón de soldados. Sin duda alguna la guerra ya no eran las batallas feudales del medievo y el romanticismo que de aquello se desprendía. 
Las formaciones poco profundas resultan adecuadas para despliegues defensivos, pero sus movimientos ofensivos son torpes. Cuanto más largo es el frente, mayor es la dificultad para mantener el orden y la cohesión para maniobras complejas, en especial los giros.
Los ejércitos comenzaron lentamente a adoptar formaciones más delgadas y sujetas a consideraciones tácticas. Las armas de fuego no fueron tan efectivas como para determinar por sí solas el despliegue de las tropas, otras consideraciones fueron hechas, como la experiencia de las tropas, la misión asignada, el terreno, o la necesidad de ocupar un frente con una cantidad insuficiente unidades. El debate ‘’línea versus columna’‘ duró todo el siglo XVIII hasta las guerras napoleónicas, pues hubo retrocesos temporales a formaciones de columnas profundas.
Irónicamente, un cambio más permanente fue la reducción en profundidad de las formaciones de caballería. Gustavo Adolfo de Suecia impulsó este cambio en conjunción con una menor dependencia en las descargas de armas de fuego para favorecer las acciones de choque. Estas tácticas contradicen la tendencia que describe Roberts.

### Trace Italienne
El concepto de táctica de línea de Roberts fue tempranamente criticado por su discípulo Geoffrey Parker, quien se preguntó por qué el supuestamente anticuado Tercio español aplastó a los suecos en la batalla de Nördlingen. Parker sugirió que el elemento tecnológico clave en la Revolución Militar fue la aparición de la trace italienne en la temprana modernidad europea. Según su mirada, la dificultad para capturar este tipo de fortificaciones motivó un profundo cambio en la estrategia militar. En las regiones donde se había implentado la trace italienne, las guerras se redujeron a una serie de sitios prolongados y las batallas a campo abierto se volvieron irrelevantes. Esto obligó a la creación de ejércitos más grandes para sostener asedios a las nuevas fortalezas. En última instancia, Parker razona, la presencia o ausencia de la trace italienne configuraba una determinada geografía militar.
Siguiendo la pista de la trace italienne, Parker ubicó el origen de la Revolución Militar a comienzos del siglo XVI. Asimismo, este autor le otorga un nuevo significado. La Revolución militar no sólo fue un factor en el crecimiento del Estado Moderno; fue también el factor principal, junto con la “Revolución naval”, en la superioridad de Occidente sobre las demás civilizaciones.
Este modelo ha sido criticado por varios motivos.  Jeremy Black señaló que fue el desarrollo del estado lo que permitió el crecimiento en tamaño de los ejércitos, no al revés, y acusó a Parker de “Determininismo tecnológico”. Asimismo, las cifras presentadas por Parker para probar su teoría del incremento del tamaño de los ejércitos fueron severamente criticadas por David Eltis. David Parrott demostró que en el período de la’‘trace italienne’‘ no se registró ningún crecimiento significativo en el tamaño de los ejércitos franceses y que sobre el final de la Guerra de los 30 años hubo un incremento en la proporción de tropas caballería en los ejércitos, una prueba en contrario de la tesis de Parker que sostenía que la prevalencia de la guerra de asedio disminuyó la importancia de la caballería.

### La revolución de la infantería y el declive de la caballería
Algunos medievalistas propusieron la tesis de una Revolución en la infantería en el siglo XIV. En algunas relevantes batallas de ese siglo, como por ejemplo Courtrai, Bannockburn o Halmyros, la caballería pesada fue vencida por la infantería;. Sin embargo, es significativa la mención de que en todas esas batallas la infantería estaba atrincherada o posicionada en terreno escarpado, no apto para la caballería. De hecho, situaciones similares ocurrieron antes y después del siglo XIV, por ejemplo en la batalla de Legnano en 1176, pero en campo abierto la infantería estaba en inferioridad, por ejemplo en las batallas de Patay y Formigny en las cuales los arqueros ingleses fueron fácilmente hechos trizas. De todos modos, el recuerdo de batallas como las de Courtrai y Bannockburn terminaron con el mito de invencibilidad de la caballería y fueron importantes en la transformación de la guerra medieval.
Más sustancial es el “regreso de la infantería pesada”, como lo llamó Carey. Los piqueros, a diferencia del resto de la infantería, podía resistir contra la caballería pesada a campo abierto y sus requerimientos de instrucción y disciplina eran menores que en el caso de arqueros o caballeros. El reemplazo del caballero fuertemente armado al peón posibilitó la expansión en el tamaño de los ejércitos a partir de la segunda mitad del siglo XV puesto que la infantería podía ser entrenada con mayor rapidez y reclutada en grandes cantidades. Aun así, el cambio fue paulatino.
El pleno desarrollo, en el siglo XV, de las armaduras para el caballo y el jinete, combinada con el uso de y de una lanza más pesada, aseguraron la vigencia de la caballería pesada. Sin la caballería, un ejército del siglo XV tenía pocas probabilidades de éxito en el campo de batalla; quizás la batalla fuera decidida por los arqueros o piqueros, pero una retirada solamente podía ser perseguida por la caballería. En el siglo XVII, una caballería ligera, menos costosa y más profesional fue ganando terreno, y de este modo la proporción de la caballería en los ejércitos en realidad creció continuamente. En las últimas batallas de la Guerra de los Treinta Años, la caballería llegó a superar en número a la infantería como nunca antes desde la Alta Edad Media.
Otro cambio que tuvo lugar en la segunda mitad del siglo XV fue el perfeccionamiento en la artillería de asedio, que vulneró las antiguas fortificaciones. Sin embargo, la supremacía de las tácticas ofensivas en la guerra de asedio no duraría por mucho tiempo. Como fue notado por Philippe Contamine, mediante un proceso dialéctico que ocurre los progresos en las tácticas de asedio fueron contestados por progresos en el arte de la fortificación y viceversa. Por ejemplo, la invasión francesa de Italia en 1494 demostró la potencia de la artillería de sitio; sin embargo, a comienzos del siglo XVI comenzaron a aparecer fortificaciones diseñadas específicamente para resistir el bombardeo. El profundo impacto de la "revolución de la artillería" fue minimizado bastante pronto por el desarrollo del bastión y la trace italienne. No obstante, la supremacía militar que confería la posesión de un poderoso aparato de artillería contribuyó en grado no menor al fortalecimiento de la autoridad real a fines del siglo XV.

## Tamaño de los ejércitos
El incremento en el tamaño de los ejércitos y su influencia en el desarrollo de los Estados Modernos en un punto vital en la teoría de la Revolución militar. Se cuenta con varias fuentes para el estudio del tamaño de los ejércitos en diferentes períodos.